# 大阪府の廃止市町村一覧
大阪府の廃止市町村一覧（おおさかふのはいししちょうそんいちらん）は、大阪府における市制・町村制施行（1889年4月1日）後に、市町村合併や他の自治体に統合されることなどにより廃止した市町村の一覧である。単なる名称の変更は対象としない。
- 町村が「町制」・「市制」を施行し町・市となるケース
  - 「市町村」以外の表記名を変更しなかった自治体は一覧に含まれない。（例：阪南町→阪南市）
  - 町制・市制を施行した際に名称を変更した場合も一覧に含まれない。（例：南大阪市→羽曳野市）
- 市町村が名称変更した場合は一覧に含まれない。
- 所属郡が変更になった場合は一覧に含まれない。
- 市町村合併で廃止した市町村のケース
  - 編入合併した場合の、存続市町村は廃止に当たらないので一覧に含まれない。
  - 編入合併した場合の、廃止した市町村は一覧に含まれる。
  - 新設合併した場合の、廃止した市町村は一覧に含まれる。
  - 新設合併した場合の、名称が残った市町村も一覧に含まれる。（例：旧・長野町→新・長野町）
- 政令市の廃止区は一覧に含まれない。（例：東区、南区→中央区）
- 分割や分立をしたケース
  - 分割で廃止した市町村は一覧に含まれる。
  - 分立で存続した市町村は一覧に含まれない。（例：神石村の一部→踞尾村）

## 1899年以前
- 志紀郡沢田村 （1890年4月1日）志紀郡道明寺村に編入のため
- 大鳥郡中上神村 （1894年11月10日）大鳥郡上神谷村新設のため
- 大鳥郡南上神村 （1894年11月10日）大鳥郡上神谷村新設のため
- 西成郡三軒家村 （1897年4月1日）大阪市に編入のため
- 西成郡九条村 （1897年4月1日）大阪市に編入のため
- 西成郡難波村 （1897年4月1日）大阪市に編入のため
- 西成郡天保町 （1897年4月1日）大阪市に編入のため
- 西成郡西浜町 （1897年4月1日）大阪市に編入のため
- 西成郡上福島村 （1897年4月1日）大阪市に編入のため
- 西成郡下福島村 （1897年4月1日）大阪市に編入のため
- 西成郡北野村 （1897年4月1日）大阪市に編入のため
- 西成郡曽根崎村 （1897年4月1日）大阪市に編入のため
- 西成郡木津村 （1897年4月1日）大阪市・西成郡今宮村に分割編入のため
- 西成郡野田村 （1897年4月1日）大阪市・西成郡伝法村に分割編入のため
- 西成郡川崎村 （1897年4月1日）大阪市・西成郡豊崎村に分割編入のため
- 西成郡川南村 （1897年4月1日）大阪市・西成郡津守村に分割編入のため
- 東成郡都島村 （1897年4月1日）大阪市・東成郡城北村に分割編入のため
- 東成郡玉造町 （1897年4月1日）大阪市に編入のため
- 東成郡東平野町 （1897年4月1日）大阪市に編入のため
- 東成郡清堀村 （1897年4月1日）大阪市に編入のため
- 東成郡西高津村 （1897年4月1日）大阪市に編入のため
- 東成郡野田村 （1897年4月1日）大阪市・東成郡鯰江村に分割編入のため

## 1900年代
- 北河内郡今津村 （1902年4月1日）東成郡榎本村に編入のため
- 泉北郡東横山村 （1903年5月1日）泉北郡横山村新設のため
- 泉北郡西横山村 （1903年5月1日）泉北郡横山村新設のため

## 1910年代
- 泉南郡（旧）岸和田町 （1912年1月1日）泉南郡岸和田町新設のため
- 泉南郡岸和田浜町 （1912年1月1日）泉南郡岸和田町新設のため
- 泉南郡岸和田村 （1912年1月1日）泉南郡岸和田町新設のため
- 泉南郡沼野村 （1912年1月1日）泉南郡岸和田町新設のため
- 南河内郡三木本村 （1913年5月1日）中河内郡三木本村新設のため
- 南河内郡太田村 （1913年5月1日）中河内郡三木本村新設のため
- 南河内郡（旧）藤井寺村 （1915年11月10日）南河内郡藤井寺村新設のため
- 南河内郡小山村 （1915年11月10日）南河内郡藤井寺村新設のため
- 泉北郡西百舌鳥村 （1919年4月1日）泉北郡百舌鳥村新設のため
- 泉北郡中百舌鳥村 （1919年4月1日）泉北郡百舌鳥村新設のため

## 1920年代
- 泉北郡湊町 （1920年4月1日）堺市に編入のため
- 泉北郡向井町 （1920年4月1日）堺市に編入のため
- 西成郡千船町 （1925年4月1日）大阪市に編入のため（西淀川区新設）
- 西成郡稗島町 （1925年4月1日）大阪市に編入のため（西淀川区新設）
- 西成郡鷺洲町 （1925年4月1日）大阪市に編入のため（西淀川区新設）
- 西成郡伝法町 （1925年4月1日）大阪市に編入のため（西淀川区新設）
- 西成郡歌島村 （1925年4月1日）大阪市に編入のため（西淀川区新設）
- 西成郡川北村 （1925年4月1日）大阪市に編入のため（西淀川区新設）
- 西成郡福村 （1925年4月1日）大阪市に編入のため（西淀川区新設）
- 西成郡中津町 （1925年4月1日）大阪市に編入のため（東淀川区新設）
- 西成郡豊崎町 （1925年4月1日）大阪市に編入のため（東淀川区新設）
- 西成郡神津町 （1925年4月1日）大阪市に編入のため（東淀川区新設）
- 西成郡西中島町 （1925年4月1日）大阪市に編入のため（東淀川区新設）
- 西成郡北中島村 （1925年4月1日）大阪市に編入のため（東淀川区新設）
- 西成郡新庄村 （1925年4月1日）大阪市に編入のため（東淀川区新設）
- 西成郡豊里村 （1925年4月1日）大阪市に編入のため（東淀川区新設）
- 西成郡大道村 （1925年4月1日）大阪市に編入のため（東淀川区新設）
- 西成郡中島村 （1925年4月1日）大阪市に編入のため（東淀川区新設）
- 西成郡今宮町 （1925年4月1日）大阪市に編入のため（西成区新設）
- 西成郡玉出町 （1925年4月1日）大阪市に編入のため（西成区新設）
- 西成郡粉浜村 （1925年4月1日）大阪市に編入のため（西成区新設）
- 西成郡津守村 （1925年4月1日）大阪市に編入のため（西成区新設）
- 東成郡古市村 （1925年4月1日）大阪市に編入のため（東成区新設）
- 東成郡榎並町 （1925年4月1日）大阪市に編入のため（東成区新設）
- 東成郡鯰江町 （1925年4月1日）大阪市に編入のため（東成区新設）
- 東成郡鶴橋町 （1925年4月1日）大阪市に編入のため（東成区新設）
- 東成郡中本町 （1925年4月1日）大阪市に編入のため（東成区新設）
- 東成郡城北村 （1925年4月1日）大阪市に編入のため（東成区新設）
- 東成郡榎本村 （1925年4月1日）大阪市に編入のため（東成区新設）
- 東成郡清水村（1925年4月1日）大阪市に編入のため（東成区新設）
- 東成郡城東村 （1925年4月1日）大阪市に編入のため（東成区新設）
- 東成郡神路村 （1925年4月1日）大阪市に編入のため（東成区新設）
- 東成郡小路村 （1925年4月1日）大阪市に編入のため（東成区新設）
- 東成郡生野村 （1925年4月1日）大阪市に編入のため（東成区新設）
- 東成郡平野郷町 （1925年4月1日）大阪市に編入のため（住吉区新設）
- 東成郡田辺町 （1925年4月1日）大阪市に編入のため（住吉区新設）
- 東成郡安立町 （1925年4月1日）大阪市に編入のため（住吉区新設）
- 東成郡北百済村 （1925年4月1日）大阪市に編入のため（住吉区新設）
- 東成郡南百済村 （1925年4月1日）大阪市に編入のため（住吉区新設）
- 東成郡喜連村 （1925年4月1日）大阪市に編入のため（住吉区新設）
- 東成郡天王寺村 （1925年4月1日）大阪市に編入のため（住吉区新設）
- 東成郡住吉村 （1925年4月1日）大阪市に編入のため（住吉区新設）
- 東成郡長居村 （1925年4月1日）大阪市に編入のため（住吉区新設）
- 東成郡依羅村 （1925年4月1日）大阪市に編入のため（住吉区新設）
- 東成郡敷津村 （1925年4月1日）大阪市に編入のため（住吉区新設）
- 東成郡墨江村 （1925年4月1日）大阪市に編入のため（住吉区新設）
- 泉北郡舳松村 （1925年10月1日）堺市に編入のため
- 泉北郡三宝村 （1926年10月1日）堺市に編入のため
- 中河内郡池島村 （1929年4月1日）中河内郡縄手村新設のため
- 中河内郡枚岡南村 （1929年4月1日）中河内郡縄手村新設のため

## 1930年代
- 三島郡芥川町 （1931年1月1日）三島郡高槻町に編入のため
- 三島郡大冠村 （1931年1月1日）三島郡高槻町に編入のため
- 三島郡清水村 （1931年1月1日）三島郡高槻町に編入のため
- 三島郡磐手村 （1931年1月1日）三島郡高槻町に編入のため
- 豊能郡西郷村 （1931年1月1日）豊能郡昭和村に編入のため
- 豊能郡枳根荘村 （1931年1月1日）豊能郡昭和村に編入のため
- 泉南郡（旧）貝塚町 （1931年4月1日）泉南郡貝塚町新設のため
- 泉南郡島村 （1931年4月1日）泉南郡貝塚町新設のため
- 泉南郡麻生郷村 （1931年4月1日）泉南郡貝塚町新設のため
- 泉南郡北近義村 （1931年4月1日）泉南郡貝塚町新設のため
- 泉南郡南近義村 （1931年4月1日）泉南郡貝塚町新設のため
- 中河内郡西六郷村 （1931年4月1日）中河内郡盾津村新設のため
- 中河内郡北江村 （1931年4月1日）中河内郡盾津村新設のため
- 中河内郡東六郷村 （1931年4月1日）中河内郡盾津村新設のため
- 南河内郡（旧）国分村 （1931年4月1日）南河内郡国分村新設のため
- 南河内郡玉手村 （1931年4月1日）南河内郡国分村新設のため
- 中河内郡北高安村 （1931年4月1日）中河内郡高安村新設のため
- 中河内郡中高安村 （1931年4月1日）中河内郡高安村新設のため
- 南河内郡（旧）狭山村 （1931年6月16日）南河内郡狭山村新設のため
- 南河内郡三都村 （1931年6月16日）南河内郡狭山村新設のため
- 泉北郡（旧）大津町 （1931年8月20日）泉北郡大津町新設のため
- 泉北郡上条村 （1931年8月20日）泉北郡大津町新設のため
- 泉北郡穴師村 （1931年8月20日）泉北郡大津町新設のため
- 中河内郡（旧）布施町 （1933年4月1日）中河内郡布施町新設のため
- 中河内郡高井田村 （1933年4月1日）中河内郡布施町新設のため
- 泉北郡国府村 （1933年4月1日）泉北郡和泉町新設のため
- 泉北郡伯太村 （1933年4月1日）泉北郡和泉町新設のため
- 泉北郡郷荘村 （1933年4月1日）泉北郡和泉町新設のため
- 三島郡如是村 （1934年9月1日）三島郡高槻町に編入のため
- 三島郡溝咋村 （1935年2月1日）三島郡玉島村新設のため
- 三島郡宮島村 （1935年2月1日）三島郡玉島村新設のため
- 泉北郡鶴田村 （1935年2月11日）泉北郡福泉町新設のため
- 泉北郡北上神村 （1935年2月11日）泉北郡福泉町新設のため
- 北河内郡牧野村 （1935年2月11日）北河内郡殿山町新設のため
- 北河内郡招提村 （1935年2月11日）北河内郡殿山町新設のため
- 泉南郡木島村 （1935年4月5日）泉南郡貝塚町に編入のため
- 泉南郡山直上村 （1935年7月1日）泉南郡山直町新設のため
- 泉南郡山直下村 （1935年7月1日）泉南郡山直町新設のため
- 豊能郡細河村 （1935年8月10日）豊能郡池田町に編入のため
- 豊能郡秦野村 （1935年8月10日）豊能郡池田町に編入のため
- 豊能郡北豊島村 （1935年8月10日）豊能郡池田町に編入のため
- 豊能郡豊中町 （1936年10月15日）豊中市新設のため
- 豊能郡麻田村 （1936年10月15日）豊中市新設のため
- 豊能郡桜井谷村 （1936年10月15日）豊中市新設のため
- 豊能郡熊野田村 （1936年10月15日）豊中市新設のため
- 泉南郡（旧）春木町 （1937年2月21日）泉南郡春木町新設のため
- 泉南郡八木村 （1937年2月21日）泉南郡春木町新設のため
- 中河内郡布施町 （1937年4月1日）布施市新設のため
- 中河内郡小阪町 （1937年4月1日）布施市新設のため
- 中河内郡楠根町 （1937年4月1日）布施市新設のため
- 中河内郡長瀬村 （1937年4月1日）布施市新設のため
- 中河内郡意岐部村 （1937年4月1日）布施市新設のため
- 中河内郡弥刀村 （1937年4月1日）布施市新設のため
- 泉南郡北中通村 （1937年4月1日）泉南郡佐野町に編入のため
- 泉北郡神石村 （1938年2月11日）堺市に編入のため
- 泉南郡土生郷村 （1938年3月1日）岸和田市に編入のため
- 泉北郡五箇荘村 （1938年9月1日）堺市に編入のため
- 泉北郡百舌鳥村 （1938年9月1日）堺市に編入のため
- 南河内郡金岡村 （1938年9月1日）堺市に編入のため
- 北河内郡殿山町 （1938年11月3日）北河内郡枚方町に編入のため
- 北河内郡川越村 （1938年11月3日）北河内郡枚方町に編入のため
- 北河内郡蹉跎村 （1938年11月3日）北河内郡枚方町に編入のため
- 北河内郡山田村 （1938年11月3日）北河内郡枚方町に編入のため
- 北河内郡樟葉村 （1938年11月3日）北河内郡枚方町に編入のため
- 泉南郡西葛城村 （1939年4月10日）泉南郡貝塚町に編入のため
- 北河内郡諸堤村 （1939年6月1日）北河内郡茨田町新設のため
- 北河内郡古宮村 （1939年6月1日）北河内郡茨田町新設のため
- 南河内郡（旧）柏原町 （1939年6月1日）中河内郡柏原町新設のため
- 中河内郡堅下村 （1939年6月1日）中河内郡柏原町新設のため
- 中河内郡堅上村 （1939年6月1日）中河内郡柏原町新設のため
- 北河内郡交野村 （1939年7月1日）北河内郡交野村新設のため
- 北河内郡磐船村 （1939年7月1日）北河内郡交野村新設のため

## 1940年代
- 三島郡吹田町 （1940年4月1日）吹田市新設のため
- 三島郡千里村 （1940年4月1日）吹田市新設のため
- 三島郡岸部村 （1940年4月1日）吹田市新設のため
- 豊能郡豊津村 （1940年4月1日）吹田市新設のため
- 泉南郡有真香村 （1940年6月1日）岸和田市に編入のため
- 泉南郡東葛城村 （1940年6月1日）岸和田市に編入のため
- 南河内郡（旧）長野町 （1940年6月1日）南河内郡長野町新設のため
- 南河内郡千代田村 （1940年6月1日）南河内郡長野町新設のため
- 南河内郡天野村 （1940年6月1日）南河内郡長野町新設のため
- 北河内郡津田村 （1940年11月15日）北河内郡津田町新設のため
- 北河内郡氷室村 （1940年11月15日）北河内郡津田町新設のため
- 北河内郡菅原村 （1940年11月15日）北河内郡津田町新設のため
- 泉南郡信達村 （1941年2月11日）泉南郡信達町新設のため
- 泉南郡東信達村 （1941年2月11日）泉南郡信達町新設のため
- 南河内郡（旧）富田林町 （1941年4月1日）南河内郡富田林町新設のため
- 南河内郡新堂村 （1941年4月1日）南河内郡富田林町新設のため
- 南河内郡喜志村 （1941年4月1日）南河内郡富田林町新設のため
- 南河内郡大伴村 （1941年4月1日）南河内郡富田林町新設のため
- 南河内郡川西村 （1941年4月1日）南河内郡富田林町新設のため
- 南河内郡錦郡村 （1941年4月1日）南河内郡富田林町新設のため
- 南河内郡彼方村 （1941年4月1日）南河内郡富田林町新設のため
- （旧）岸和田市 （1942年4月1日）岸和田市新設のため
- 泉南郡春木町 （1942年4月1日）岸和田市新設のため
- 泉南郡山直町 （1942年4月1日）岸和田市新設のため
- 泉南郡南掃守村 （1942年4月1日）岸和田市新設のため
- 泉北郡鳳町 （1942年7月1日）堺市に編入のため
- 泉北郡浜寺町 （1942年7月1日）堺市に編入のため
- 泉北郡踞尾村 （1942年7月1日）堺市に編入のため
- 泉北郡東百舌鳥村 （1942年7月1日）堺市に編入のため
- 泉北郡深井村 （1942年7月1日）堺市に編入のため
- 泉北郡八田荘村 （1942年7月1日）堺市に編入のため
- 北河内郡九個荘町 （1943年4月1日）北河内郡寝屋川町新設のため
- 北河内郡友呂岐村 （1943年4月1日）北河内郡寝屋川町新設のため
- 北河内郡豊野村 （1943年4月1日）北河内郡寝屋川町新設のため
- 北河内郡寝屋川村 （1943年4月1日）北河内郡寝屋川町新設のため
- 北河内郡守口町 （1946年11月1日）守口市新設のため
- 北河内郡三郷町 （1946年11月1日）守口市新設のため
- 豊能郡中豊島村 （1947年3月15日）豊中市に編入のため
- 豊能郡南豊島村 （1947年3月15日）豊中市に編入のため
- 豊能郡小曽根村 （1947年3月15日）豊中市に編入のため
- 三島郡阿武野村 （1948年1月1日）高槻市に編入のため
- 三島郡茨木町 （1948年1月1日）茨木市新設のため
- 三島郡春日村 （1948年1月1日）茨木市新設のため
- 三島郡三島村 （1948年1月1日）茨木市新設のため
- 三島郡玉櫛村 （1948年1月1日）茨木市新設のため
- 泉北郡山滝村 （1948年4月1日）岸和田市に編入のため
- 中河内郡八尾町 （1948年4月1日）八尾市新設のため
- 中河内郡龍華町 （1948年4月1日）八尾市新設のため
- 中河内郡久宝寺村 （1948年4月1日）八尾市新設のため
- 中河内郡大正村 （1948年4月1日）八尾市新設のため
- 中河内郡西郡村 （1948年4月1日）八尾市新設のため
- 豊能郡（旧）箕面町 （1948年8月1日）豊能郡箕面町新設のため
- 豊能郡萱野村 （1948年8月1日）豊能郡箕面町新設のため
- 豊能郡止々呂美村 （1948年8月1日）豊能郡箕面町新設のため

## 1950年代
- 南河内郡野田村 （1950年4月1日）南河内郡登美丘町新設のため
- 南河内郡大草村 （1950年4月1日）南河内郡登美丘町新設のため
- 三島郡五領村 （1950年11月1日）高槻市に編入のため
- 泉北郡取石村 （1953年4月1日）泉北郡高石町に編入のため
- 三島郡新田村 （1953年7月1日）豊中市・吹田市に分割編入のため
- 三島郡安威村 （1954年2月10日）茨木市に編入のため
- 三島郡玉島村 （1954年2月10日）茨木市に編入のため
- 泉南郡日根野村 （1954年4月1日）泉佐野市に編入のため
- 泉南郡長滝村 （1954年4月1日）泉佐野市に編入のため
- 泉南郡上之郷村 （1954年4月1日）泉佐野市に編入のため
- 泉南郡南中通村 （1954年4月1日）泉佐野市に編入のため
- 泉南郡大土村 （1954年4月1日）泉佐野市に編入のため
- 南河内郡長野町 （1954年4月1日）河内長野市新設のため
- 南河内郡三日市村 （1954年4月1日）河内長野市新設のため
- 南河内郡高向村 （1954年4月1日）河内長野市新設のため
- 南河内郡天見村 （1954年4月1日）河内長野市新設のため
- 南河内郡加賀田村 （1954年4月1日）河内長野市新設のため
- 南河内郡川上村 （1954年4月1日）河内長野市新設のため
- 豊能郡庄内町 （1955年1月1日）豊中市に編入のため
- 中河内郡枚岡町 （1955年1月11日）枚岡市新設のため
- 中河内郡縄手町 （1955年1月11日）枚岡市新設のため
- 中河内郡石切町 （1955年1月11日）枚岡市新設のため
- 中河内郡孔舎衙村 （1955年1月11日）枚岡市新設のため
- 中河内郡盾津町 （1955年1月15日）河内市新設のため
- 中河内郡玉川町 （1955年1月15日）河内市新設のため
- 中河内郡英田村 （1955年1月15日）河内市新設のため
- 中河内郡三野郷村 （1955年1月15日）河内市新設のため
- 中河内郡若江村 （1955年1月15日）河内市新設のため
- 中河内郡松原町 （1955年2月1日）松原市新設のため
- 中河内郡天美町 （1955年2月1日）松原市新設のため
- 中河内郡布忍村 （1955年2月1日）松原市新設のため
- 中河内郡恵我村 （1955年2月1日）松原市新設のため
- 中河内郡三宅村 （1955年2月1日）松原市新設のため
- 泉南郡深日町 （1955年4月1日）泉南郡岬町新設のため
- 泉南郡多奈川町 （1955年4月1日）泉南郡岬町新設のため
- 泉南郡淡輪村 （1955年4月1日）泉南郡岬町新設のため
- 泉南郡孝子村 （1955年4月1日）泉南郡岬町新設のため
- 泉北郡久世村 （1955年4月1日）泉北郡泉ヶ丘町新設のため
- 泉北郡東陶器村 （1955年4月1日）泉北郡泉ヶ丘町新設のため
- 泉北郡西陶器村 （1955年4月1日）泉北郡泉ヶ丘町新設のため
- 泉北郡上神谷村 （1955年4月1日）泉北郡泉ヶ丘町新設のため
- 北河内郡（旧）交野町 （1955年4月1日）北河内郡交野町新設のため
- 北河内郡星田村 （1955年4月1日）北河内郡交野町新設のため
- 北河内郡茨田町 （1955年4月3日）大阪市に編入のため
- 中河内郡長吉村 （1955年4月3日）大阪市に編入のため
- 中河内郡瓜破村 （1955年4月3日）大阪市に編入のため
- 中河内郡矢田村 （1955年4月3日）大阪市に編入のため
- 中河内郡加美村 （1955年4月3日）大阪市に編入のため
- 中河内郡巽町 （1955年4月3日）大阪市に編入のため
- 三島郡三箇牧村 （1955年4月3日）高槻市に編入のため
- 三島郡福井村 （1955年4月3日）茨木市に編入のため
- 三島郡石河村 （1955年4月3日）茨木市に編入のため
- 三島郡見山村 （1955年4月3日）茨木市に編入のため
- 三島郡清渓村 （1955年4月3日）茨木市に編入のため
- 中河内郡南高安町 （1955年4月3日）八尾市に編入のため
- 中河内郡高安村 （1955年4月3日）八尾市に編入のため
- 中河内郡曙川村 （1955年4月3日）八尾市に編入のため
- 三島郡山田村 （1955年10月15日）吹田市に編入のため
- 北河内郡津田町 （1956年10月15日）枚方市に編入のため
- 北河内郡住道町 （1956年4月1日）大東市新設のため
- 北河内郡四條町 （1956年4月1日）大東市新設のため
- 北河内郡南郷村 （1956年4月1日）大東市新設のため
- 泉北郡和泉町 （1956年9月1日）和泉市新設のため
- 泉北郡北池田村 （1956年9月1日）和泉市新設のため
- 泉北郡南池田村 （1956年9月1日）和泉市新設のため
- 泉北郡北松尾村 （1956年9月1日）和泉市新設のため
- 泉北郡南松尾村 （1956年9月1日）和泉市新設のため
- 泉北郡横山村 （1956年9月1日）和泉市新設のため
- 泉北郡南横山村 （1956年9月1日）和泉市新設のため
- 三島郡富田町 （1956年9月30日）高槻市に編入のため
- 豊能郡歌垣村 （1956年9月30日）豊能郡能勢町新設のため
- 豊能郡田尻村 （1956年9月30日）豊能郡能勢町新設のため
- 豊能郡西能勢村 （1956年9月30日）豊能郡能勢町新設のため
- 南河内郡磯長村 （1956年9月30日）南河内郡太子町新設のため
- 南河内郡山田村 （1956年9月30日）南河内郡太子町新設のため
- 南河内郡石川村 （1956年9月30日）南河内郡河南町新設のため
- 南河内郡白木村 （1956年9月30日）南河内郡河南町新設のため
- 南河内郡河内村 （1956年9月30日）南河内郡河南町新設のため
- 南河内郡中村 （1956年9月30日）南河内郡河南町新設のため
- 南河内郡千早村 （1956年9月30日）南河内郡千早赤阪村新設のため
- 南河内郡赤阪村 （1956年9月30日）南河内郡千早赤阪村新設ため
- 北河内郡大和田村 （1956年9月30日）北河内郡門真町に編入のため
- 北河内郡四宮村 （1956年9月30日）北河内郡門真町に編入のため
- 北河内郡二島村 （1956年9月30日）北河内郡門真町に編入のため
- 三島郡味舌町 （1956年9月30日）三島郡三島町新設のため
- 三島郡味生村 （1956年9月30日）三島郡三島町新設のため
- 三島郡鳥飼村 （1956年9月30日）三島郡三島町新設のため
- 泉南郡信達町 （1956年9月30日）泉南郡泉南町新設のため
- 泉南郡樽井町 （1956年9月30日）泉南郡泉南町新設のため
- 泉南郡新家村 （1956年9月30日）泉南郡泉南町新設のため
- 泉南郡西信達村 （1956年9月30日）泉南郡泉南町新設のため
- 泉南郡鳴滝村 （1956年9月30日）泉南郡泉南町新設のため
- 泉南郡雄信達村 （1956年9月30日）泉南郡泉南町新設のため
- 泉南郡尾崎町 （1956年9月30日）泉南郡南海町新設のため
- 泉南郡西鳥取村 （1956年9月30日）泉南郡南海町新設のため
- 泉南郡下荘村 （1956年9月30日）泉南郡南海町新設のため
- 中河内郡（旧）柏原町 （1956年9月30日）中河内郡柏原町新設のため
- 南河内郡国分町 （1956年9月30日）中河内郡柏原町新設のため
- 南河内郡平尾村 （1956年9月30日）南河内郡美原町新設のため
- 南河内郡黒山村 （1956年9月30日）南河内郡美原町新設のため
- 南河内郡丹南村 （1956年9月30日）南河内郡美原町新設のため
- 南河内郡古市町 （1956年9月30日）南河内郡南大阪町新設のため
- 南河内郡高鷲町 （1956年9月30日）南河内郡南大阪町新設のため
- 南河内郡埴生村 （1956年9月30日）南河内郡南大阪町新設のため
- 南河内郡西浦村 （1956年9月30日）南河内郡南大阪町新設のため
- 南河内郡駒ヶ谷村 （1956年9月30日）南河内郡南大阪町新設のため
- 南河内郡丹比村 （1956年9月30日）南河内郡南大阪町新設のため
- 豊能郡（旧）東能勢村 （1956年9月30日）豊能郡東能勢村新設のため
- 豊能郡吉川村 （1956年9月30日）豊能郡東能勢村新設のため
- 泉北郡美木多村 （1956年9月30日）泉北郡福泉町に編入のため
- 三島郡豊川村 （1956年12月1日）豊能郡箕面町（即日市制、箕面市）に編入のため
- 南河内郡東条村 （1957年1月15日）富田林市に編入のため
- 三島郡三宅村 （1957年3月30日）茨木市に編入のため
- 北河内郡庭窪町 （1957年4月1日）守口市に編入のため
- 南河内郡志紀町 （1957年4月1日）八尾市に編入のため
- 南河内郡北八下村 （1957年10月15日）堺市・松原市に分割編入のため
- 南河内郡南八下村 （1958年7月1日）堺市・南河内郡美原町に分割編入のため
- 南河内郡日置荘町 （1958年10月20日）堺市に編入のため
- 南河内郡藤井寺町 （1959年4月20日）南河内郡藤井寺道明寺町新設のため
- 南河内郡道明寺町 （1959年4月20日）南河内郡藤井寺道明寺町新設のため
- 泉北郡泉ヶ丘町 （1959年5月3日）堺市に編入のため
- 豊能郡東郷村 （1959年5月3日）豊能郡能勢町に編入のため

## 1960年代
- 泉北郡信太村 （1960年8月1日）和泉市に編入のため
- 泉北郡八坂町 （1960年8月1日）和泉市に編入のため
- 泉北郡福泉町 （1961年3月1日）堺市に編入のため
- 北河内郡田原村 （1961年6月25日）北河内郡四條畷町に編入のため
- 北河内郡水本村 （1961年6月28日）寝屋川市に編入のため
- 南河内郡登美丘町 （1962年4月1日）堺市に編入のため
- 布施市 （1967年2月1日）東大阪市新設のため
- 河内市 （1967年2月1日）東大阪市新設のため
- 枚岡市 （1967年2月1日）東大阪市新設のため

## 1970年 - 1972年
- 泉南郡南海町 （1972年10月20日）泉南郡阪南町新設のため
- 泉南郡東鳥取町 （1972年10月20日）泉南郡阪南町新設のため

## 1973年 - 2004年
この31年間、府内に廃止市町村なし。

## 2005年以降
- 南河内郡美原町 （2005年2月1日）堺市に編入のため